# Барон Чорли
Барон Чорли из Кендала в графстве Уэстморленд — наследственный титул в системе Пэрства Соединённого королевства. Он был создан 16 ноября 1945 года для барристера, академика и политика-лейбориста Роберта Сэмюэла Теодора Чорли (1895—1978). Он был профессором коммерческого и промышленного права в Лондонском университете (1930—1946) и занимал пост лорда в ожидании в лейбористском правительстве Клемента Эттли (1946—1950). Роджер Ричард Эдвард Чорли, 2-й барон Чорли (1930—2016), который стал преемником своего отца в 1978 году, был одним из девяноста избранных наследственных пэров, которые остались в Палате лордов после принятия Акта Палаты лордов 1999 года, заседал на скамейке независимых депутатов. По состоянию на 2024 год носителем титула является его сын, Николас Руперт Дебенхэм Чорли, 3-й барон Чорли (род. 1966), который недавно стал преемником своего отца.

## Бароны Чорли (1945)
- 1945—1978: Роберт Сэмюэл Теодор Чорли, 1-й барон Чорли (29 мая 1895 — 27 января 1978), сын Ричарда Фишера Чорли (1860—1922)[1]
- 1978—2016: Роджер Ричард Эдвард Чорли, 2-й барон Чорли (14 августа 1930 — 21 февраля 2016), старший сын предыдущего[2]
- 2016 — настоящее время: Николас Руперт Дебенхэм Чорли, 3-й барон Чорли (род. 15 июля 1966), старший сын предыдущего[3]
  - Наследник титула: достопочтенный Патрик Чорли (род. март 2000), старший сын предыдущего[4].